# Чичеу (комуна)
Чичеу (рум. Ciceu) — комуна у повіті Харгіта в Румунії. До складу комуни входять такі села (дані про населення за 2002 рік):
- Чарачо (144 особи)
- Чичеу (2484 особи) — адміністративний центр комуни

Комуна розташована на відстані 220 км на північ від Бухареста, 5 км на північний захід від М'єркуря-Чука, 84 км на північ від Брашова.

## Населення
У 2009 році у комуні проживали 2740 осіб.